# Quamtana mabusai
Quamtana mabusai är en spindelart som beskrevs av Huber 2003. Quamtana mabusai ingår i släktet Quamtana och familjen dallerspindlar. Inga underarter finns listade i Catalogue of Life.